# Theater in der Basilika
Das Theater in der Basilika war ein Theater in Hamburg-Ottensen. Es befand sich in einer restaurierten ehemaligen Maschinenfabrik in der Borselstraße 14–16. Der Name des Theaters rührt von der dreischiffigen Form der Maschinenhalle her, die bereits im 19. Jahrhundert unter dem Namen Basilika-Halle bekannt gewesen sein soll. Das Theater wurde am 14. Oktober 1989 eröffnet und verfügte über 250 Sitzplätze.  
Unter der Leitung von Gunnar Dreßler wurde das Konzept, das Theaterklassikern, anspruchsvollen Komödien wie auch Bühnenadaptionen einen festen Platz im Spielplan einräumte, immer wieder erweitert. Zum einen zeigte das Theater Adaptionen von Filmen und Romanen wie Die fetten Jahre sind vorbei, Sommer vorm Balkon und The Perfect Man sowie Komödien wie Best of Loriot, Ladies Night und Typisch Mann. Zudem waren Stücke des Jugendtheaters Hamburg zu sehen.
Am 25. Februar 2012 schloss das Theater. Den Gründer und Theaterleiter Gunnar Dreßler zog es dauerhaft nach Berlin, um sich dort neuen Projekten widmen zu können.
Koordinaten: 53° 33′ 22,8″ N, 9° 55′ 32,9″ O